# Gil Roberts
Gil Roberts (ur. 15 marca 1989 w Oklahoma City) – amerykański lekkoatleta, sprinter.
Dzięki srebrnemu medalowi mistrzostw USA w biegu na 400 metrów (Eugene 2009)  wywalczył prawo występu na Mistrzostwa Świata w Lekkoatletyce 2009 w Berlinie. Debiutu w dużej międzynarodowej imprezie Roberts nie zaliczy jednak do udanych – nie przeszedł eliminacji w biegu na 400 metrów, jego czas (46,41) dał mu dopiero 32. miejsce. Tak słaby występ indywidualny spowodował, że nie został on wybrany do składu amerykańskiej sztafety 4 x 400 metrów, która zdobyła złoty medal tych zawodów. Halowe mistrzostwo USA w biegu na 400 metrów dało mu prawo występu w halowych mistrzostwach świata (2012), indywidualnie odpadł w półfinale, a w sztafecie 4 x 400 metrów zdobył złoty medal. Mistrz olimpijski z Rio de Janeiro (2016) w sztafecie 4 x 400 metrów. Rok później sięgnął po srebro mistrzostw świata w Londynie w biegu rozstawnym. 

## Rekordy życiowe
- bieg na 400 metrów – 44,22 (2017)
- bieg na 400 metrów (hala) – 45,39 (2012)
- Bieg na 200 metrów – 20,38 (2014)
- Bieg na 200 metrów (hala) – 20,58 (2012)